# Marzia Kjellberg
Marzia Kjellberg (rozená Bisognin; * 21. října 1992 Arzignano) je italská módní návrhářka a bývalá youtuberka. Na svém YouTube kanále, kde vystupovala nejdříve jako CutiePieMarzia a poté jen Marzia, se zabývala především cestováním, módou a make-upem.

## Youtube
Kanál na Youtube si založila 16. ledna 2012. Soustředila se na módu, styl, krásu, make-up, krátké návody (jak-na-to) a takzvané hauly (nakupování) a DIY (udělej si sám) videa. I když je italské národnosti, ve svých příspěvcích hovořila anglicky. Kanál byl zapsán pod The Platform (Maker Studios) a měl až 16 milionů zhlédnutí měsíčně. Dne 22. října 2018 vydala video Goodbye YouTube., ve kterém oznámila, že končí s natáčením na YouTube. Ukončila i přispívání na svůj blog Marzia’s Life.

## Osobní život
Narodila se 21. října 1992 v italském městě Arzignano. Kvůli studiu několikrát odmítla nabídku práce v modelingu. Od roku 2011 žila s Felixem Kjellbergem, známým jako PewDiePie. Nejprve společně žili ve Švédsku, později v Itálii, a dále v anglickém v Brightonu. V dubnu 2018 oznámili zasnoubení; vzali se v Královských botanických zahradách v Londýně 19. srpna 2019. Dne 12. července 2023 PewDiePie na svém instagramovém účtu oznámil narození potomka jménem Björn.